# Albert Pighiusz

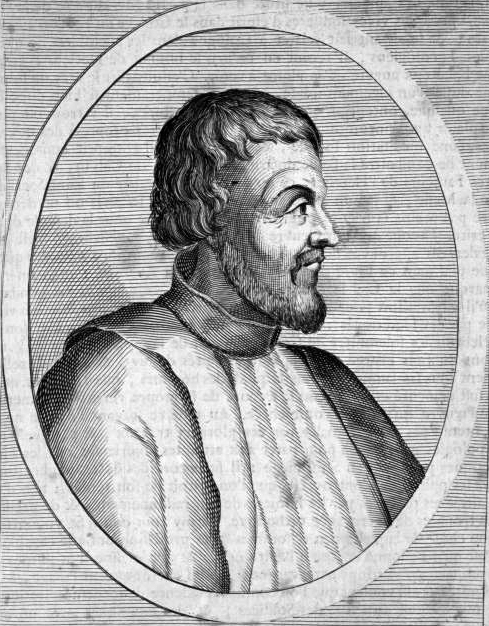
Albert Pighiusz

Albert Pighius, właśc. Albert Pigghe (ur. ok. 1490, zm. 1542) – holenderski teolog, matematyk, jeden z najzacieklejszych przeciwników Marcina Lutra i reformacji. Pihgius w swych polemikach wypowiadał czasami opinie, które zostały potępione na Soborze w Trydencie jako niezgodne z nauką Kościoła katolickiego.